# Шилінь-Їський автономний повіт
24°45′30″ пн. ш. 103°16′26″ сх. д. / 24.75841° пн. ш. 103.27386° сх. д.
Шилінь-Їський автономний повіт (кит. 石林彝族自治县, пін. Shílín Yízú Zìzhìxiàn) — один із повітів КНР у складі префектури Куньмін, провінція Юньнань. Адміністративний центр — містечко Луфу.

## Географія
Шилінь-Їський автономний повіт лежить на південному сході префектури у межах Юньнань-Гуйчжоуського плато.

### Клімат
Повіт знаходиться у зоні, котра характеризується океанічним кліматом субтропічних нагір'їв. Найтепліший місяць — червень із середньою температурою 21,2 °C. Найхолодніший місяць — січень, із середньою температурою 9,3 °С.
| Клімат повіту Шилінь-Ї  | Клімат повіту Шилінь-Ї | Клімат повіту Шилінь-Ї | Клімат повіту Шилінь-Ї | Клімат повіту Шилінь-Ї | Клімат повіту Шилінь-Ї | Клімат повіту Шилінь-Ї | Клімат повіту Шилінь-Ї | Клімат повіту Шилінь-Ї | Клімат повіту Шилінь-Ї | Клімат повіту Шилінь-Ї | Клімат повіту Шилінь-Ї | Клімат повіту Шилінь-Ї | Клімат повіту Шилінь-Ї |
| Показник                | Січ.                   | Лют.                   | Бер.                   | Квіт.                  | Трав.                  | Черв.                  | Лип.                   | Серп.                  | Вер.                   | Жовт.                  | Лист.                  | Груд.                  | Рік                    |
| Середній максимум, °C   | 16,7                   | 19,1                   | 22,8                   | 25,9                   | 26,4                   | 26,1                   | 25,9                   | 26                     | 24,6                   | 22,1                   | 19,2                   | 16,3                   | 22,6                   |
| Середня температура, °C | 9,3                    | 11,3                   | 14,9                   | 18,5                   | 20,4                   | 21,2                   | 21,1                   | 20,7                   | 19,2                   | 16,7                   | 12,8                   | 9,3                    | 16,3                   |
| Середній мінімум, °C    | 3,8                    | 5,3                    | 8,6                    | 12,4                   | 15,7                   | 17,8                   | 17,9                   | 17,3                   | 15,7                   | 13,3                   | 8,4                    | 4,4                    | 11,7                   |
| Норма опадів, мм        | 17                     | 18.7                   | 20.6                   | 31.9                   | 89.8                   | 169.8                  | 183.8                  | 165.5                  | 106.2                  | 73.7                   | 43.3                   | 19.3                   | 939.6                  |
| Вологість повітря, %    | 71                     | 64                     | 58                     | 57                     | 66                     | 78                     | 82                     | 82                     | 79                     | 80                     | 77                     | 76                     | 72.5                   |
| ----------------------- | ---------------------- | ---------------------- | ---------------------- | ---------------------- | ---------------------- | ---------------------- | ---------------------- | ---------------------- | ---------------------- | ---------------------- | ---------------------- | ---------------------- | ---------------------- |
| Джерело: data.cma.cn    |                        |                        |                        |                        |                        |                        |                        |                        |                        |                        |                        |                        |                        |